# Borås garnison
Borås garnison var en garnison inom svenska Försvarsmakten som verkade i olika former åren 1745–1998.

## Historik

### Katrineberg
Katrineberg eller även kallat I 15-området ligger i sydvästra delen av Borås och där kasernetablissement i staden uppfördes. Det som ett resultat av 1901 års härordning, där det beslutades att indelningsverket skulle avskaffas och att armén skulle försörjas genom värnpliktig. Genom härordningen, eller försvarsbeslutet som de kallas för i nutid, så beslutades det att samtliga svenska regementet skulle förläggas till kasernetablissement. Kasernetablissementet uppfördes efter 1901 års härordningsprogram efter kasernbyggnadsnämndens första serie typritningar. Kasernerna tillsammans med kanslihuset inramade en stor kaserngård i klassisk regementsarkitektur signerad Victor Bodin. Totalt uppfördes drygt 130 byggnader inom kasernområdet. Den 6 oktober 1914 invigdes det nyuppförda kasernetablissementet i Katrineberg i Borås. År 1975 tillkom försvarsområdesstaben för Älvsborgs försvarsområde till garnisonen, det efter att tidigare varit förlagd till Vänersborgs garnison. År 1994 tillkom Älvsborgsbrigaden inom garnisonen som en självständig organisationsenhet.
Genom försvarsbeslutet 1996 beslutades att den militära verksamheten i Borås skulle avvecklas och kasernetablissementet i huvudsak skulle lämnas. Kvar fanns en försvarsområdesgrupp benämnd Älvsborgsgruppen. Genom försvarsbeslutet 2004 kom Älvsborgsgruppen sammanslås den 1 juli 2005 med Göteborgsgruppen, vilka antog det nya namnet Elfsborgsgruppen vilka lokaliserades till Göteborgs garnison på Käringberget i Västra Frölunda.
Efter att Älvsborgsgruppen avvecklats, kvarstod Försvarsmakten från 2006 som hyresgäst till en mindre lokal inne på det före detta regementsområdet. Lokal användes som truppserviceförråd och expedition för Älvsborgs hemvärnsbataljon. Hyresvärden sade upp Försvarsmaktens hyreskontrakt 2010, efter 96 år lämnade Försvarsmakten regementsområdet på Göta för gott. Älvsborgs hemvärnsbataljon flyttade till nya lokaler i Borås.
Efter att den militära närvaron försvunnit från området har civila företag successivt flyttat in på gamla regementsområdet där Borås kommun har byggt en företagspark kombinerat med bostäder, som passande nog fått namnet "Regementet".

### Fristad hed
Fristad hed var en mötesplats och lägerplats som låg i tätorten Fristad i norra delarna av Borås kommun. Platsen började användas av armén redan 1745, men då enbart som plats för Älvsborgs regementes bataljonsmöten. Från 1797 samlades hela regementet vid mötesplatsen, där det sedan kom att vara förlagt fram till 1914. I oktober 1914 lämnade Älvsborgs regemente Fristads hed, för att flytta in i sitt nyuppförda kasernetablissement i Borås. Även om regementet hade lämnat Fristad, så kom mötesplatsen under somrarna åren 1915–1917 att användas för utbildning av reservofficerare. Även under beredskapsåren på 1940-talet användes kvarvarande delar för militära ändamål. 
Större delen av heden förvandlades under 1960-talet och 1970-talet till ett industriområde. Medan kvarvarande byggnader i lägret används sedan 1923 av Fristads folkhögskola. I en av de före detta förrådsbyggnaderna ligger Fristads folkhögskolas museum, som skolan använder som undervisning för att få bilder av och kunskap kring samhällets historia.

## Minnesstenar och minnesmärken
| Bild | Minnessten                                            | Koordinater                                                      | Kort beskrivning |
| ---- | ----------------------------------------------------- | ---------------------------------------------------------------- | --- |
|      | Minnessten över Älvsborgs regemente i Borås           | 57°42′46″N 12°55′04″Ö / 57.71280094670608°N 12.91770858328245°Ö  | Minnesstenen restes 1924 med anledning regementets 300-årsjubileum som firades i närvaro av HKH Gustaf V. På stenens östra sida stod då under regementets vapen ”KOGL. ELFSBORGS REG:TE 1624-1924” och på den västra, som nu, konungens namnteckning. Då regementet lades ned ändrades årtalen och övningsplatserna lades till. Text på östra sidan under Elfsborgs regementes vapen: KONGL. ELSBORGS REG:TE 1624-1998. BYGDENS SÖNER OCH DÖTTRAR HAR UTBILDATS VID TIMMELE HED 1685-1770, KILA HED 1770-1783, ÖRBY HED 1774-1796, FRISTAD HED 1797-1914, BORÅS 1914-1998. På västra sidan GUSTAF 1924. |
|      | Minnessten över Älvsborgs regemente i Fristad         | 57°49′37″N 13°00′15″Ö / 57.826917381624774°N 13.00418234425606°Ö | Minnesstenen avtäcktes i samband med den slutliga avmarschen från Heden den 4 oktober 1914. Stenen är av svart granit. Runt minnesstenen står elva stenar i svart granit förbundna med grova järnlänkar. Kapten Lars Wilhelm Kyhlberg författade inskriptionerna på stenen. Text: Under Elfsborgs regementes vapen: KUNGL ELFSBORGS REGEMENTES ÖVNINGSPLATS FRISTAD HED 1745-1914. LEIPZIG 1642, HELSINGBORG 1710, GADEBUSCH 1712, NYA ELFSBORG 1719, NEUKALDEN 1752. |
|      | Minnessten över Älvsborgs regementes fältslag i Borås | 57°42′48″N 12°54′56″Ö / 57.71338932545078°N 12.91555774636715°Ö  | Under regementets vapen i en egen ruta: KUNGL ÄLVSBORGS REGEMENTE Text nästa ruta: LEIPZIG 1642, HELSINGBORG 1710, GADEBUSCH 1712. Text nedre vänstra rutan: MEWE 1626, DIRSCHAU 1627, BREITENFELD 1631, LÜTZEN 1632, JANKOW 1645, KRAKAU 1655. Text nedre högra rutan: DANZIGER HAUPT 1659, NYA ELFSBORGya 1719, NEU-KAHLEN 1762, HOGLAND 1788, STRALSUND 1807, DESSAU 1813. |